# Pheidole incisa
Pheidole incisa är en myrart som beskrevs av Mayr 1870. Pheidole incisa ingår i släktet Pheidole och familjen myror. Inga underarter finns listade i Catalogue of Life.

## Bildgalleri

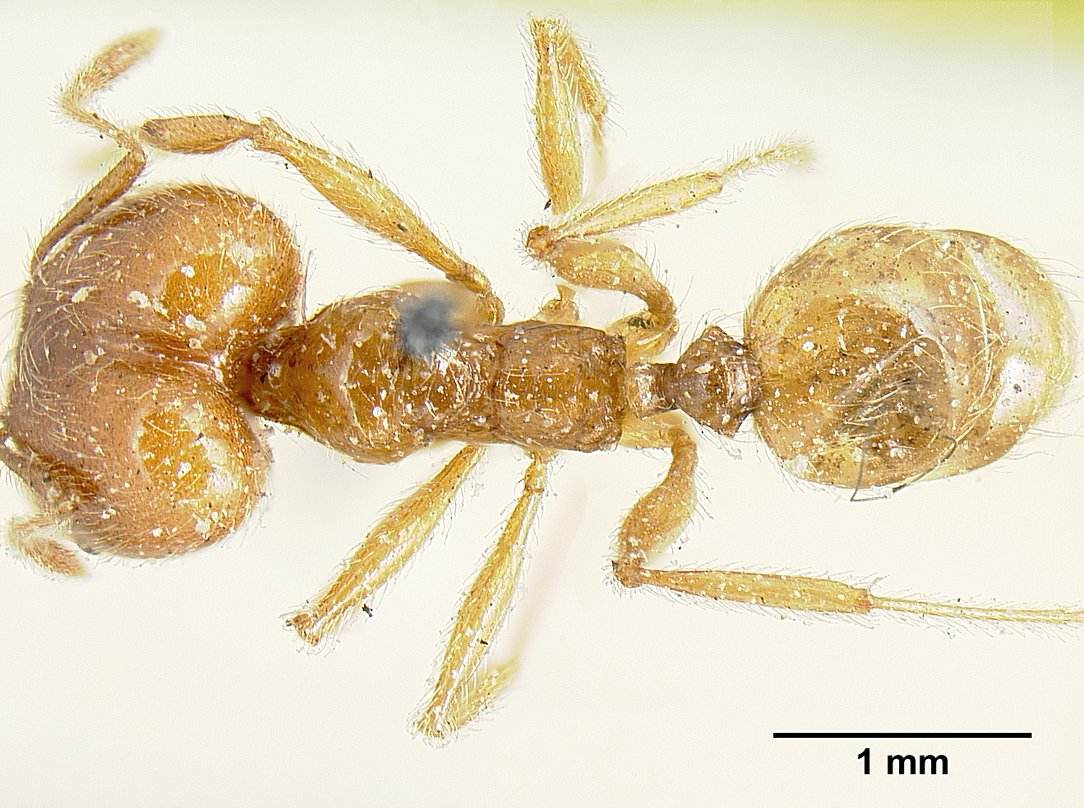
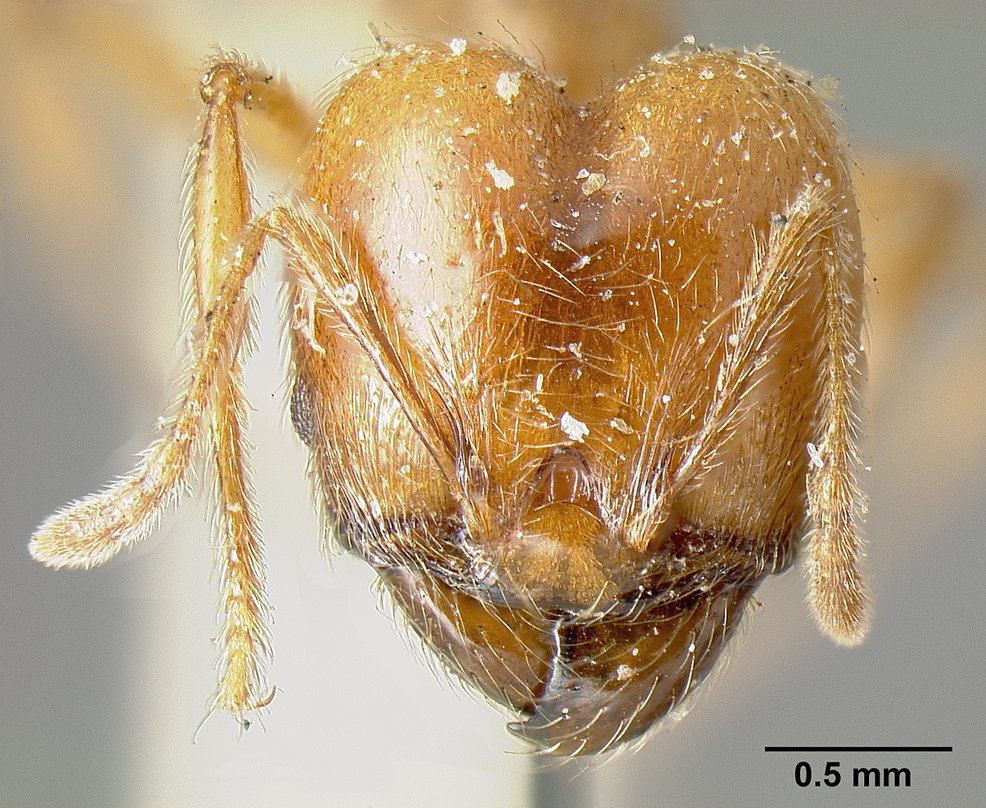
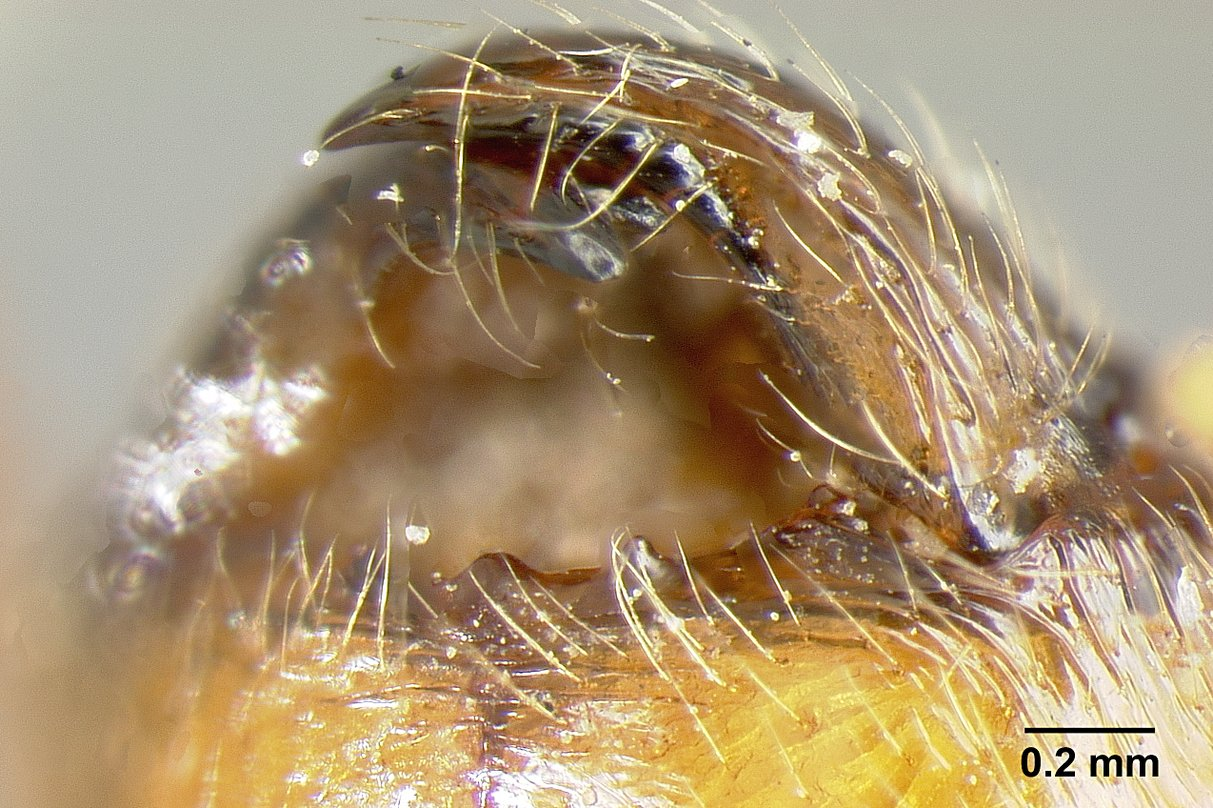
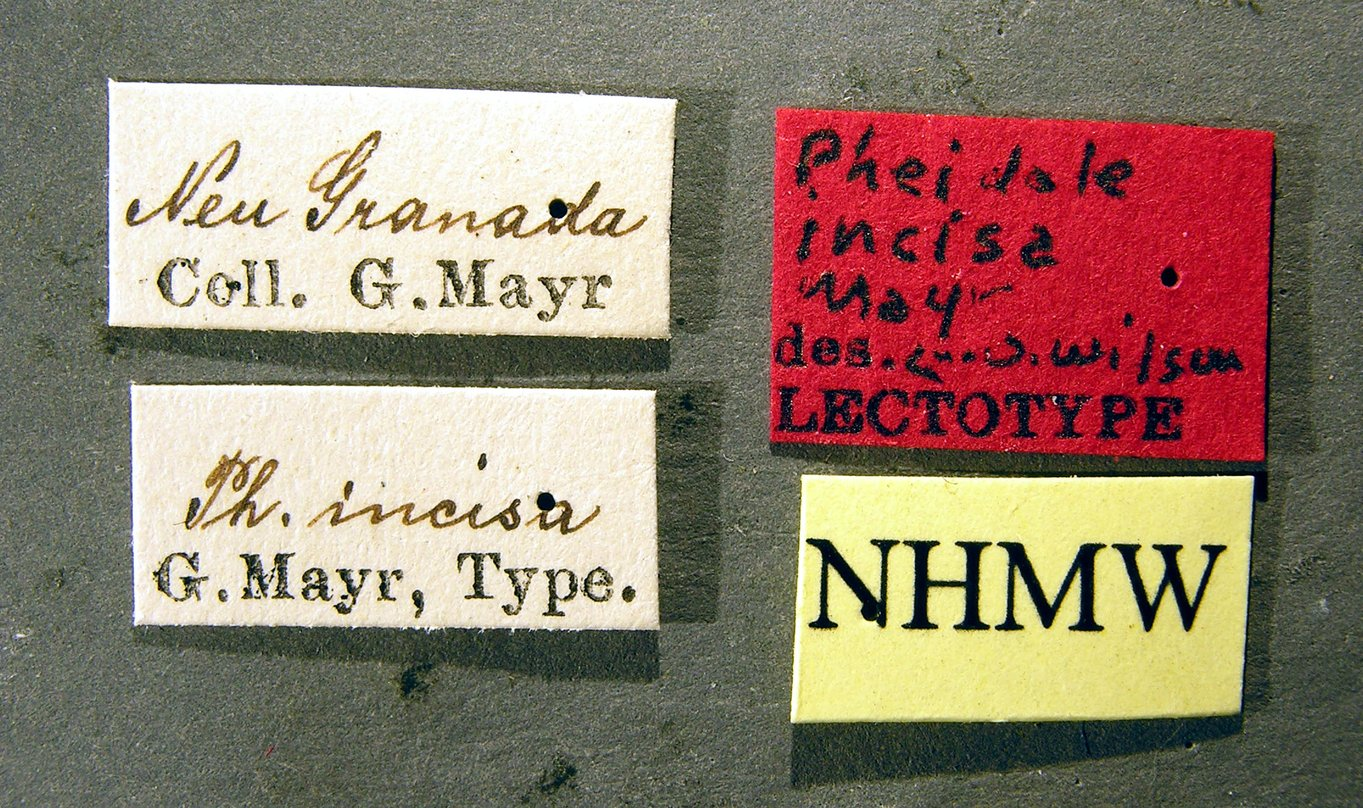
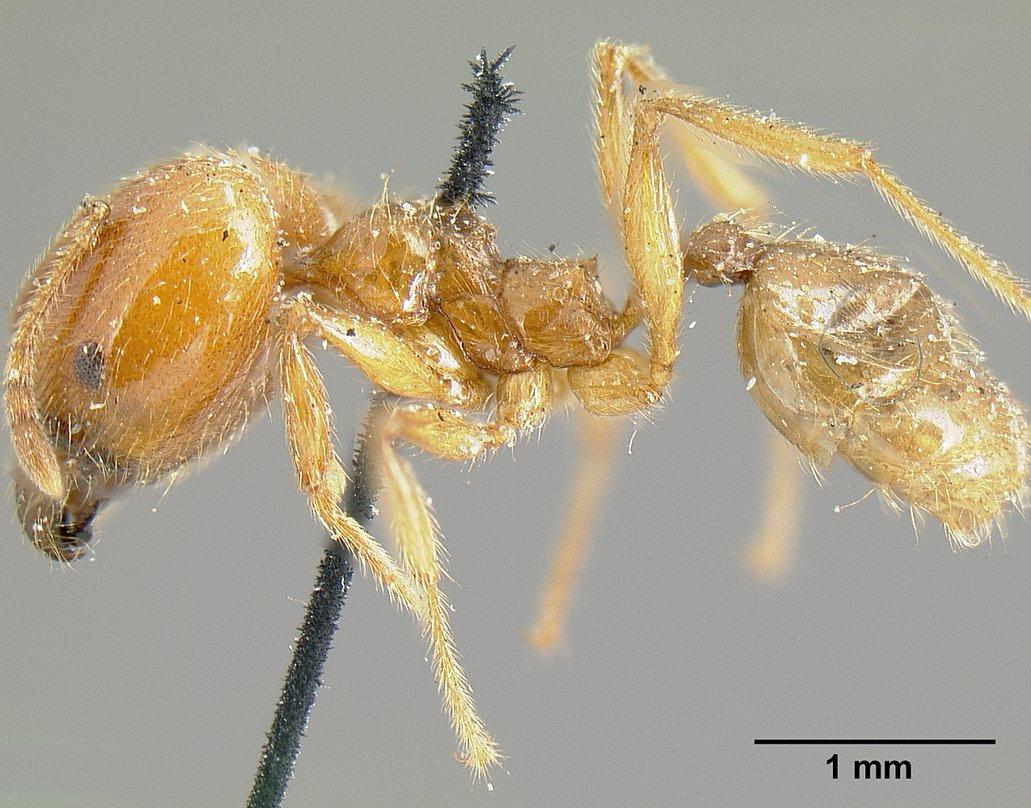
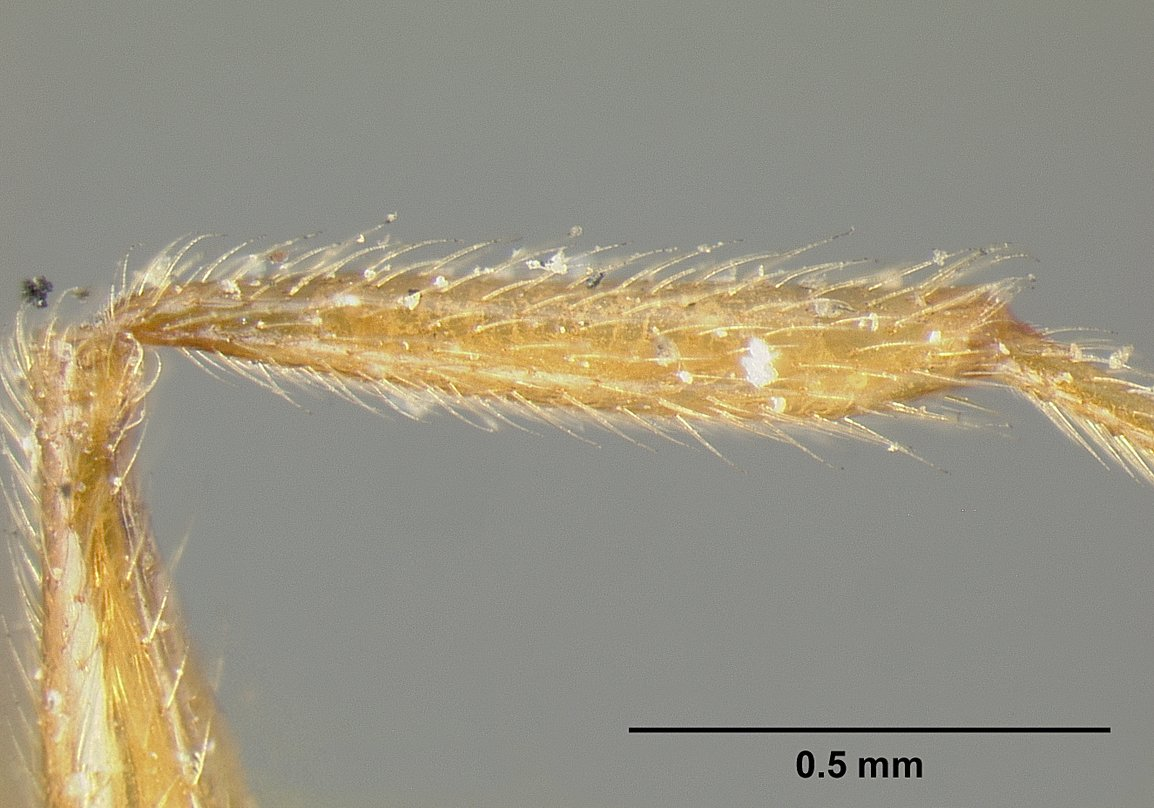